# Етрополе (община)
Етрополе (болг. Община Етрополе) — община в Болгарии. Входит в состав Софийской области. Население составляет 14 138 человек (на 2005).
Административный центр общины в городе Етрополе. Община Етрополе занимает площадь 375 км². Расположена у северных склонов гор Стара-Планина. Община Етрополе граничит с общинами: Тетевен, Ябланица, Правец, Ботевград, Елин-Пелин и Златица.
Кмет общины Етрополе — Богомил Борисов Георгиев (Граждане за европейское развитие Болгарии (ГЕРБ)) по результатам выборов 2007 года.

## Состав общины
В состав общины входят следующие населённые пункты:
1. Брусен
2. Горунака
3. Етрополе
4. Лопян
5. Лыга
6. Малки-Искыр
7. Оселна
8. Рибарица
9. Ямна